# Larraitz Lucas
Larraitz Lucas Martín, también conocida como Larra Lucas (Egía, San Sebastián, 16 de mayo de 1982) es una exjugadora de fútbol española para la Real Sociedad y comentarista deportiva en la EiTB.

## Trayectoria
Debutó en la máxima división en el histórico Añorga vasco en el que empezó a jugar con 17 años. En 2004, con 22 años, fue fichada por el nuevo equipo femenino que la Real Sociedad fundó esa temporada. La centrocampista vasca fue la piedra angular sobre la que se construyó el primer equipo guipuzcoano.
En el mismo 2004, en el Torneo de Tolosa, fue nombrada capitana del equipo blanquiazul. Durante el tiempo en el que estuvo en la Real Sociedad jugó en la primera división 153 partidos y anotó 28 goles.En total con la Real Sociedad jugó 185 partidos y marcó 53 goles.
En 2012 se retiró del fútbol capitaneando la primera convocatoria de la selección autonómica vasca.

## Clubes
- 1999–04: Añorga
- 2004–12: Real Sociedad

## Reconocimientos
Durante su trayectoria en la Real Sociedad, Larraitz obtuvo dos ascensos, uno en 2004-2005 y el otro en 2005-2006.
En 2011, Larraitz obtuvo el Premio a la mejor compañera, que es uno de los reconocimientos más representativos dentro del fútbol guipuzcoano.

## Vida
Larraitz estudió Educación Primaria y ejerció como docente. Además, fue profesora de Educación Física en el Liceo Santo Tomas.
En 2023, fue una de las firmantes del comunicado en el caso Rubiales junto con otras futbolistas como Jennifer Hermoso, Nerea Eizagirre, entre otras.
Se ha declarado admiradora del futbolista de la Real Sociedad Mikel Aranburu.